# شحه بن عبيد (حبيل جبر)

تعديل مصدري - تعديل

شحه بن عبيد هي إحدى قرى عزلة حبيل جبر بمديرية حبيل جبر التابعة لمحافظة لحج، بلغ تعداد سكانها 123 نسمة حسب تعداد اليمن لعام 2004.